# جاك مانينغ (لاعب كريكت)
جاك مانينغ (11 يونيو 1923 في أستراليا - 5 مايو 1988 بأديلايد في أستراليا) (بالإنجليزية: Jack Manning)‏ هو لاعب كريكت أسترالي. لعب مع فريق جنوب أستراليا للكريكت ‏ ونادي مقاطعة نورثامبتونشير للكريكت ‏.

## وصلات خارجية
- جاك مانينغ على موقع إي آس بي آن كريك إنفو (الإنجليزية)